# Haagbeukvouwmot
De haagbeukvouwmot (Phyllonorycter tenerella) is een vlinder uit de familie mineermotten (Gracillariidae). De wetenschappelijke naam is voor het eerst geldig gepubliceerd in 1915 door Joannis.
De soort komt voor in Europa.